# Juanita (film, 2019)
Pour les articles homonymes, voir Juanita.
Pour le film de 1935, voir Juanita (film, 1935).
Pour plus de détails, voir Fiche technique et Distribution.
Juanita est un film américain réalisé par Clark Johnson, sorti en 2019.

## Synopsis
Une femme quitte Columbus (Ohio) pour Butte (Montana) et réinvente sa vie en ouvrant un restaurant de cuisine française.

## Fiche technique
- Titre : Juanita
- Réalisation : Clark Johnson
- Scénario : Roderick M. Spencer d'après le roman de Sheila Williams
- Musique : Kevin Lax
- Photographie : Luc Montpellier
- Montage : Cindy Mollo
- Production : Stephanie Allain, Jason Michael Berman et Mel Jones
- Société de production : Homegrown Pictures, Mandalay Pictures et Miss Maglashan Productions
- Pays :  États-Unis
- Genre : Drame
- Durée : 90 minutes
- Dates de sortie : 
  - Netflix : 8 mars 2019
  -  France : 2019

## Distribution
- Alfre Woodard : Juanita
- Bonnie Johnson : Mlle. Berman
- Jordan Nia Elizabeth : Bertie
- Acoryé White : Rashawn
- Blair Underwood : Blair Underwood
- Marcus Henderson : Randy
- LaTanya Richardson Jackson : Kay-Rita
- Lindsley Register : Candice
- Joseph Yates : Carl
- Eagle Smith : Mignon
- Tsulan Cooper : Mary
- Sam Hennings : Drew
- Michael Harding : Nick
- Barry Ratcliffe : Charlie
- Adam Beach : Jess

## Accueil
Candice Frederick pour The New York Times estime que le film « témoigne de la nécessité et de l'urgence pour les femmes noires de se lancer dans des aventures purement égoïstes pour se redécouvrir ».

## Distinctions
Le film a été nommé pour deux Black Reel Awards for Television : meilleure actrice pour un téléfilm ou une mini-série pour Alfre Woodard et meilleur réalisateur pour un téléfilm ou une mini-série. Il a également été labellisé par The ReFrame Stamp.